# 中国驻摩洛哥大使列表
本列表为中華人民共和國驻摩洛哥历任大使名录。

## 历任中国驻摩洛哥大使

### 中华人民共和国驻摩洛哥大使（1959年至今）
1958年11月1日，中华人民共和国与摩洛哥建交，并开始派遣驻摩洛哥大使。
| 姓名   | 任命           | 任命           | 到任          | 递交国书       | 免职           | 免职           | 离任          | 外交衔级 | 外交职务     | 备注 |
| 姓名   | 全国人大常委会 | 主席           | 到任          | 递交国书       | 全国人大常委会 | 主席           | 离任          | 外交衔级 | 外交职务     | 备注 |
| ------ | -------------- | -------------- | ------------- | -------------- | -------------- | -------------- | ------------- | -------- | ------------ | ---- |
| 白认   | 1959年1月23日  | 1959年2月19日  | 1959年4月     | 1959年4月29日  | 1961年3月22日  | 1961年6月6日   | 1961年1月     | 大使     | 特命全权大使 |      |
| 杨琪良 | 1961年3月22日  | 1961年6月6日   | 1961年8月12日 | 1961年9月27日  | 1966年9月15日  | 不適用         | 1967年1月     | 大使     | 特命全权大使 |      |
| 谢丰   | 1966年9月15日  | 不適用         | 未到任        | 不適用         | 不適用         | 不適用         | 不適用        | 大使     | 特命全权大使 |      |
| 丁文彬 | 不適用         | 不適用         | 1967年        | 不適用         | 不適用         | 不適用         | 1968年        | 参赞     | 临时代办     |      |
| 徐波   | 不適用         | 不適用         | 1969年        | 不適用         | 不適用         | 不適用         | 1971年2月     |          | 临时代办     |      |
| 张伟烈 | 不適用         | 不適用         | 1971年2月     | 1971年5月20日  | 不適用         | 不適用         | 1974年5月     | 大使     | 特命全权大使 |      |
| 宋寒毅 | 不適用         | 不適用         | 1974年8月3日  | 1974年9月16日  | 1979年2月23日  | 不適用         | 1979年1月     | 大使     | 特命全权大使 |      |
| 糜镛   | 1979年4月3日   | 不適用         | 1979年5月10日 | 1979年8月3日   | 1981年11月26日 | 不適用         | 1982年5月     | 大使     | 特命全权大使 |      |
| 秦加林 | 1981年11月26日 | 不適用         | 1982年8月     | 1982年12月20日 | 1984年7月7日   | 1984年12月14日 | 1983年9月13日 | 大使     | 特命全权大使 |      |
| 韦东   | 1984年7月7日   | 1984年12月14日 | 1984年8月     | 1985年2月28日  | 1987年3月19日  | 1987年8月15日  | 1987年7月27日 | 大使     | 特命全权大使 |      |
| 完永祥 | 1987年3月19日  | 1987年8月15日  | 1987年9月9日  | 1987年10月27日 | 1992年11月7日  | 1993年2月7日   | 1993年1月9日  | 大使     | 特命全权大使 |      |
| 安国政 | 1992年11月7日  | 1993年2月7日   | 1993年4月     | 1993年5月24日  | 1996年12月30日 | 1997年4月30日  | 1997年3月     | 大使     | 特命全权大使 |      |
| 穆文   | 1996年12月30日 | 1997年4月30日  | 1997年5月     | 1997年6月16日  | 2000年4月29日  | 2000年8月25日  | 2000年4月     | 大使     | 特命全权大使 |      |
| 熊展旗 | 2000年4月29日  | 2000年8月25日  | 2000年9月     |                |                | 2003年5月9日   | 2003年4月     | 大使     | 特命全权大使 |      |
| 程涛   |                | 2003年5月9日   | 2003年5月     |                | 2005年12月29日 | 2006年12月15日 | 2006年11月    | 大使     | 特命全权大使 |      |
| 龚元兴 | 2005年12月29日 | 2006年12月15日 | 2006年12月6日 | 2006年12月14日 | 2008年10月28日 | 2009年8月5日   | 2009年5月     | 大使     | 特命全权大使 |      |
| 许镜湖 | 2008年10月28日 | 2009年8月5日   | 2009年6月16日 | 2009年7月29日  | 2012年8月31日  | 2013年7月31日  | 2013年3月     | 大使     | 特命全权大使 |      |
| 孙树忠 | 2012年12月28日 | 2013年7月31日  | 2013年7月13日 | 2013年9月24日  | 2017年2月24日  | 2017年8月7日   | 2017年7月     | 大使     | 特命全权大使 |      |
| 李立   | 2017年2月24日  | 2017年8月7日   | 2017年8月1日  | 2018年1月23日  | 2020年4月29日  | 2021年5月12日  | 2020年7月     | 大使     | 特命全权大使 |      |
| 李昌林 | 2020年12月26日 | 2021年5月12日  | 2021年4月11日 | 2022年1月17日  |                |                | 2025年7月     | 大使     | 特命全权大使 |      |